# Лібечо

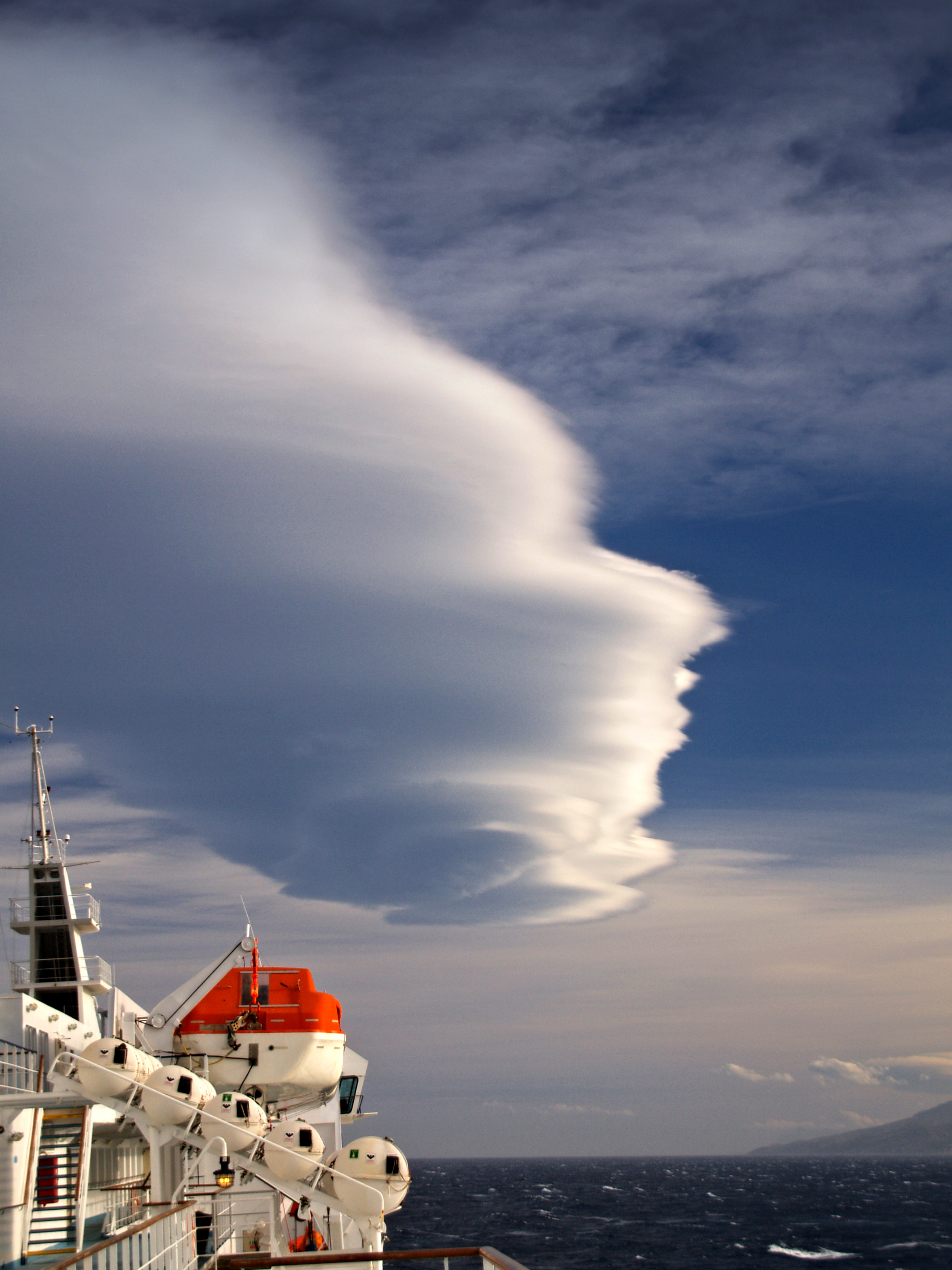
Лібечо над Бастією

Лібечо ([lɪˈbɛtʃioʊ]; Leveche італійською: [liˈbettʃo]; сербохорв. lebić [lěbitɕ]; кат. llebeig [ʎəˈβɛtʃ]; мальт. Lbiċ; грец. λίβας [ˈlivas]; окс. labech [laˈβetʃ]) — західний або південно-західний вітер, який переважає на півночі Корсики цілий рік; він часто збурює відкрите море і може викликати сильні західні шквали. Улітку він найбільш стійкий, але взимку чергується з трамонтаном (північно-східний або північний). Слово libeccio є італійським, походить з грецької через латинську, і спочатку означає «лівійський».
Напрямок Лібечо переважно з південного сходу, півдня або південного заходу, і він проходить уздовж узбережжя від Кабо-де-Гата до Кап-де-ла-Нау і навіть за межами Малаги за приблизно 16 кілометрів (10 миля) внутрішній.